# 兵庫県立三田祥雲館高等学校
兵庫県立三田祥雲館高等学校（ひょうごけんりつ さんだしょううんかんこうとうがっこう）は、兵庫県三田市に所在する公立の高等学校。略称は祥雲、または祥雲館。

## 概要
2002年に兵庫県三田市に設置された全日制普通科（単位制課程）の県立高等学校である。開校当初より探究活動に力をいれている。
三田市郊外のカルチャータウンに広大な敷地を持ち、校内には自然の景観を活かした観察用の里山や池を持つ。校舎はイタリア初期ルネサンス風建築で、校門や垣根のないオープン型の設計である。これらの校舎は2018年公開の映画『センセイ君主』のロケ地となった。

### 特色

#### SSH研究指定校
2009年度に文部科学省よりスーパーサイエンスハイスクール（SSH）の研究指定を受けた。2011年度のSSH生徒研究発表会で「接合型色素増感太陽電池」の発表が文部科学大臣表彰を受賞した。
2017年度に再びSSHの研究指定を受けた。
2022年度に三度目のSSHの研究指定を受けた。この年に入学した年次からプログレス探究を受講可能となった。
祥雲STREAMプログラムによるSANDAから世界へ羽ばたくリーダーの育成
人と自然が共生する未来を切り拓き、世界へ羽ばたくリーダーの育成を目指し、21世紀型スキルやエージェンシーを伸長させる新たなプログラムを開発する。さらに、取組をより深化させるため、評価や教科横断的な指導方法の研究を行う。また、科学教育ハブスクールとして地域一体となった科学教育の場を創出する。
をコンセプトにしている。

#### 関西学院大学との提携
関西学院大学神戸三田キャンパスの向かいに位置することもあり、授業で協力している。
- 探究の授業などでは、関西学院大学との互換性を持っている。
- 2年次の探究の授業では、全講座の中で優秀な研究発表を行った班は、同校の代表として関西学院大学で研究発表をする。
- 3年次の探究Bという授業の一つに、「大学連携講座」というものがあり、関西学院大学で他の関学生と一緒に英語でのプレゼンテーションについて学ぶ。授業時間は100分である。授業内容はプレゼンテーションの基礎から学び、実際にそのクラス内でプレゼンテーションを行うこともある。この大学連携講座を選択する人は少ないが、実は他の授業を受けるよりもメリット（1,楽しい。2,ペーパーテストが無い為、その分定期テストでは早く帰られる。3,授業中にスマホ使用可。4,ALTや周りの大学生が優しくて面白い。etc.）がある、隠れメニューのような存在なのである。唯一のデメリットとしては、午前中授業になったとしても、選択者は学校に残り、大学に行って授業を受けないといけないことだ。
- 指定校に関西学院大学が挙げられる。

## 沿革

### 年表
- 1999年10月14日 - 三田地域における新構想(単位制)高等学校の設置の方針決定
- 2002年
  - 1月1日 - 学校設置、開校準備室を兵庫県立三田西陵高等学校に設置
  - 4月1日 - 開校
  - 11月15日 - 開校記念式典
- 2009年4月 - 文部科学省より、スーパーサイエンスハイスクールの研究指定を受ける。2015年3月まで。
- 2011年11月15日 - 創立10周年記念式典挙行
- 2015年 - 兵庫県の学区再編に伴い、丹有学区から第2学区に移行
- 2017年4月 - 文部科学省より、スーパーサイエンスハイスクールの研究指定を受ける。2022年3月まで。
- 2021年11月12日 - 開校20周年記念行事挙行
- 2022年4月 - 21回生より、タブレットの導入開始。タブレットは自費購入である。
- 2022年4月 - 文部科学省より、スーパーサイエンスハイスクールの研究指定を受ける。これが第3期目となる。

## 基礎データ

### 所在地
- 兵庫県三田市学園（）丁目1番地

### 設置学科
- 全日制
  - 普通科（単位制課程）

### 通学区域
第2学区
- 尼崎市
- 西宮市
- 伊丹市
- 宝塚市
- 川西市
- 三田市
- 丹波篠山市
- 丹波市
- 川辺郡
  - 猪名川町

隣接区域
- 神戸市
  - 北区

その他
- 加東市
- 加西市
- 三木市

### アクセス
- JR宝塚線新三田駅より神姫バス関西学院前バス停にて下車徒歩3分
- 神戸電鉄公園都市線フラワータウン、南ウッディタウン、ウッディタウン中央各駅より神姫バス関西学院前バス停にて下車徒歩3分
- ウッディタウン中央駅より自転車で10分（雨の日はバス通学する人が多くなり、バスに乗れず遅刻する人もいるため、レインコートを着用して自転車で登校することを推奨する。）

### 象徴

#### 校章
校章は、三田と祥雲館の頭文字であるSと無限大を表すメビウスの帯がえんじ色で描かれ、校訓と空に浮かぶ祥雲をイメージした3つの楕円が配されている。

## 学校行事
- 「祥雲祭」と呼ばれる文化祭が毎年6月頃に行われる。
- 体育大会が毎年10月頃に行われる。
- 修学旅行の行先は大体北海道。
- 毎週火曜日と木曜日に、英語と漢字または古文単語の小テストがある。全員合格や一年間合格だと、シールやアイスなどのご褒美がもらえる。
- 令和2年度より、それまで３年生だけで行われていた探究発表会が、全校参加の「探究祭」という行事になった。

## 部活動
- 放送部
  - 第69回NHK杯全国高校放送コンテスト兵庫県大会予選において、表彰状受賞者多数。その他の大会でも、毎回表彰状を得る者も居る。
  - 毎年部員が増えており、2022年の部員数は男女合わせて19名である。
  - 女子サッカー部の大会のアナウンスを担当している。
  - 学校説明会や文化祭や体育祭などの学校行事において生徒会と連携を取り、司会進行を務めたり共演したりしている。
- 科学部
  - 天文班

```
  ○
日本天文学会
、
日本惑星科学会
、
隕石学会
が共催する「小惑星、彗星、流星に関する国際会議2012」（ANC2012）において、
ローウェル天文台
で発見された小惑星に、2012年5月11日、「三田祥雲館」(正式名称は(15552)sandashounkan)の名前が贈られた。（同じくACM2012に参加していた
福岡県立小倉高等学校
や
愛知県立一宮高等学校
にも同様に贈られている。）
[
4
]

  ○第45回
兵庫県高等学校総合文化祭
において、『視差を用いて求めた地球から月までの距離』を発表し、最優秀賞を受賞。2022年に行われた第46回
全国高等学校総合文化祭
東京大会「
とうきょう総文2022
」の
ポスター発表部門
に推薦された。
```

- - 生物班

```
  ○第45回
兵庫県高等学校総合文化祭
において、『ナミウズムシの種分化に迫る!!』を発表し、優良賞、パネル発表優秀賞を同時受賞した。
```

- - robotics班

```
  ○2014年より「team.祥雲」としてRoboCupJuniorJAPANに連続出場している。
  ○2022年のロボカップジュニアでは最高順位となる2位、3位を獲得
[
要出典
]
。
```

## 学校関係者と組織

### 学校関係者組織
- 育友会 - 保護者組織。
- 恵風会 - 同窓会組織。

### 学校関係者一覧
出身者
- 林佳祐（サッカー選手）
- 加守哲朗（鹿児島放送アナウンサー）